# Time to Kill
«Time to Kill» es una canción compuesta por el músico canadiense Robbie Robertson y publicada en el tercer álbum de estudio del grupo de rock The Band, Stage Fright, en 1970.
Una mezcla alternativa de la canción fue incluida en la reedición del álbum en 2000.